# Кайинди (Осакаровський район)
Кайинди́ (каз. Қайыңды) — село у складі Осакаровського району Карагандинської області Казахстану. Входить до складу Ніколаєвського сільського округу.
Населення — 93 особи (2021; 177 у 2009, 227 у 1999, 301 у 1989).
Національний склад станом на 1989 рік:
- росіяни — 51 %;
- німці — 29 %.

Станом на 1989 рік село називалось Комсомольськ, до 2023 року — Комсомольське.